# Liste der Biografien/Frag
Liste der Biografien |
Portal Biografien |
Personensuche
# |
A |
B |
C |
D |
E |
F |
G |
H |
I |
J |
K |
L |
M |
N |
O |
P |
Q |
R |
S |
T |
U |
V |
W |
X |
Y |
Z |
?
 
Fa |
Fe |
Ff |
Fh |
Fi |
Fj |
Fk |
Fl |
Fm |
Fn |
Fo |
Fr |
Ft |
Fu |
Fy
 
Fra |
Frc |
Fre |
Frg |
Fri |
Frk |
Frl |
Fro |
Fru |
Fry
 
Fraa |
Frab |
Frac |
Frad |
Frae |
Fraf |
Frag |
Frah |
Frai |
Fraj |
Frak |
Fral |
Fram |
Fran |
Frao |
Frap |
Fraq |
Frar |
Fras |
Frat |
Frau |
Frav |
Fraw |
Fray |
Fraz
Die Liste der Biografien führt alle Personen auf, die in der deutschsprachigen Wikipedia einen Artikel haben. Dieses ist eine Teilliste mit 45 Einträgen von Personen, deren Namen mit den Buchstaben „Frag“ beginnt.

## Frag

### Fraga
- Fraga Estévez, Carmen (* 1948), spanische Politikerin (PP), Mitglied des Europäischen Parlaments
- Fraga Iribarne, Manuel (1922–2012), spanischer Politiker und Regierungschef, MdEPManuel Fraga Iribarne (1922–2012)

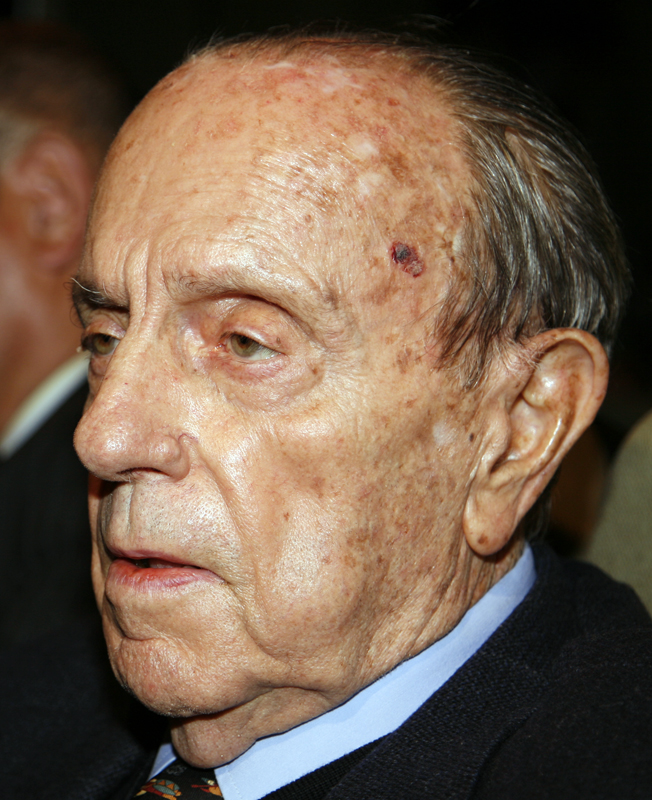
Manuel Fraga Iribarne (1922–2012)

- Fraga, Augusto (1910–2000), portugiesischer Regisseur, Schauspieler, Drehbuchautor und Filmkritiker
- Fraga, Edimar (* 1986), brasilianischer Fußballspieler
- Fraga, Felipe (* 1995), brasilianischer Autorennfahrer
- Fraga, Igor (* 1998), brasilianisch-japanischer Automobilrennfahrer
- Fraga, Miguel (* 1987), mexikanischer Fußballtorhüter
- Fraga, Pedro (* 1983), portugiesischer Ruderer
- Fraga, Roberto (* 1960), französischer Spieleautor
- Fraga, Samory (* 1996), brasilianischer Leichtathlet
- Fragale, Frank (1894–1955), US-amerikanischer Komponist
- Fragasso, Claudio (* 1951), italienischer Regisseur und Drehbuchautor
- Fragata, Fernando (1965–2024), portugiesischer Filmregisseur

### Frage
- Frage, Annaleen (* 1998), deutsche Schauspielerin
- Fragemann, Friedhelm (* 1951), deutscher Kommunalpolitiker (SPD), Bürgermeister der Stadt Dorsten
- Frager, Henri (1897–1944), französischer Widerstandskämpfer
- Frager, Malcolm (1935–1991), US-amerikanischer Pianist
- Fräger, Markus (1959–2020), deutscher Maler und Musiker
- Frager, Robert (* 1940), US-amerikanischer Psychologe
- Fräger, Wolfgang (1923–1983), deutscher Maler, Grafiker und Bildhauer
- Fragerolle, Georges (1855–1920), französischer Komponist

### Fragg
- Fragge, Lisa-Marie (* 1999), deutsche Handballspielerin

### Fragh
- Fraghì, Sebastiano (1903–1985), italienischer Geistlicher, Erzbischof von Oristano

### Fragn
- Fragnelli, Pietro Maria (* 1952), italienischer Geistlicher, Bischof von Trapani
- Fragner, Jaroslav (1898–1967), tschechischer Architekt
- Fragner, Johannes (* 1963), österreichischer Ordenspriester, Abt der Abtei Seckau
- Fragnière, Cédric (* 1976), Schweizer Radrennfahrer

### Frago
- Fragola, Lorenzo (* 1995), italienischer Popsänger
- Fragomeni, Giacobbe (* 1969), italienischer Boxer
- Fragomeni, Jack (1951–2009), US-amerikanischer Jazzmusiker und Musikpädagoge
- Fragonard, Alexandre-Évariste (1780–1850), französischer Maler und Bildhauer
- Fragonard, Honoré (1732–1799), französischer Anatom
- Fragonard, Jean-Honoré (1732–1806), französischer Maler, Zeichner und Radierer
- Fragoso, Aguinaldo Boulitreau (1907–1978), brasilianischer Diplomat
- Fragoso, António (1897–1918), portugiesischer Komponist und Pianist
- Fragoso, Antônio Batista (1920–2006), brasilianischer Geistlicher, Bischof von Crateús
- Fragoso, Heleno (1926–1985), brasilianischer Strafrechtler und Kriminologe
- Fragoso, Javier (1942–2014), mexikanischer Fußballspieler
- Fragoso, João Carlos Pessoa (* 1935), brasilianischer Diplomat
- Fragoso, Madalena († 2013), portugiesische Publizistin
- Fragoso, Margaux (1979–2017), US-amerikanische Schriftstellerin

### Fragr
- Fragrance, Jeremy (* 1989), deutscher Unternehmer, Webvideoproduzent und InfluencerJeremy Fragrance (* 1989)

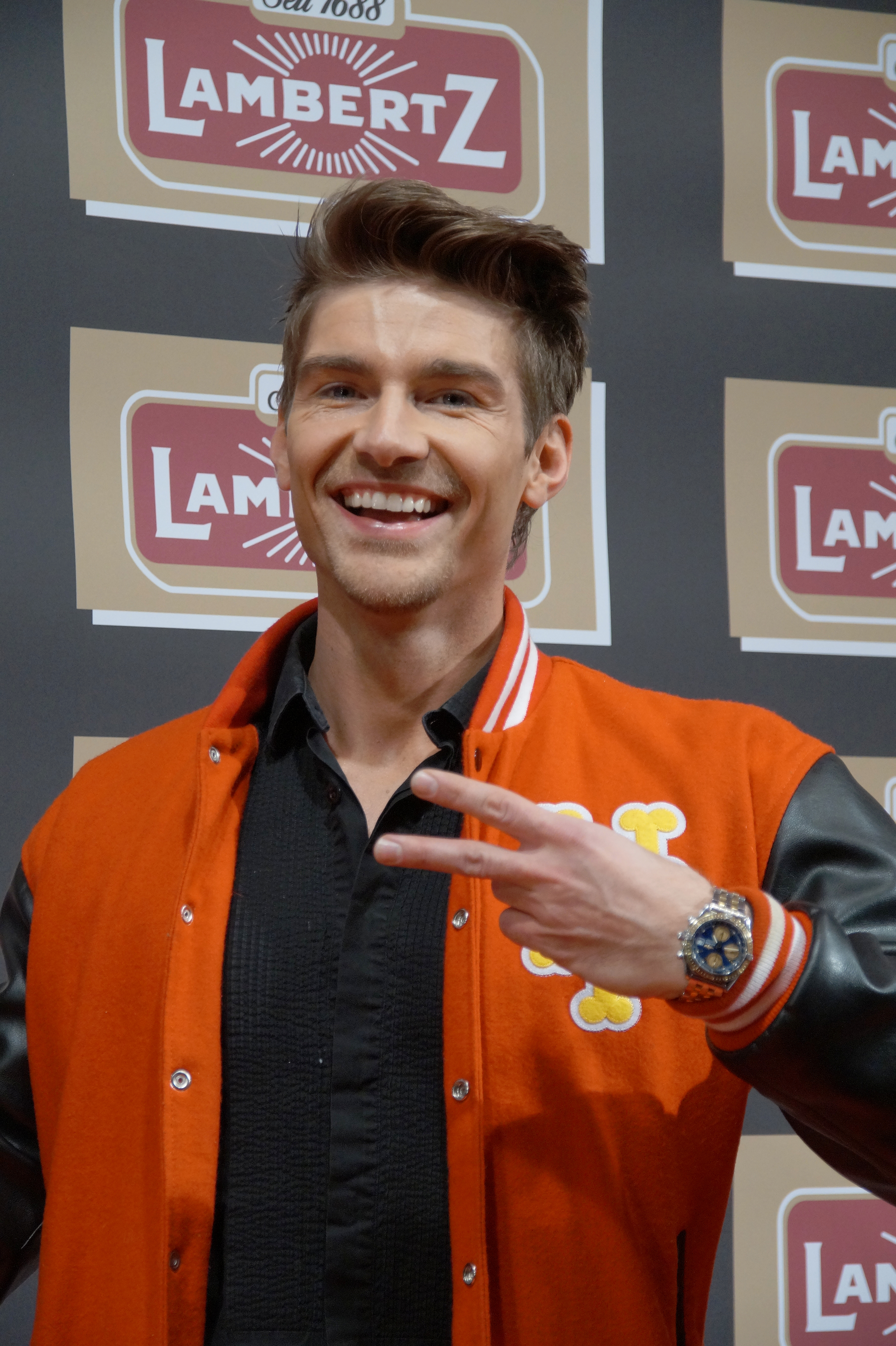
Jeremy Fragrance (* 1989)

### Frags
- Fragson, Harry (1869–1913), englisch-französischer Singer-Songwriter
- Fragstein, Artur von (* 1905), deutscher Altphilologe und Philosoph

### Fragu
- Fraguier, Claude-François (1666–1728), französischer Literat, Gelehrter, Altphilologe, neulateinischer Autor, Mitglied der Académie des Inscriptions et Belles-Lettres und der Académie française